# 1868 en science
| Années de la science : 1865 - 1866 - 1867 - 1868 - 1869 - 1870 - 1871    |
| Décennies de la science : 1830 - 1840 - 1850 - 1860 - 1870 - 1880 - 1890 |

Cet article présente les faits marquants de l'année 1868 en science.

## Événements
- 23 mars[1] : l'homme de Cro-Magnon, Homo sapiens vivant il y a 35 000 ans, est découvert à l'occasion de travaux routiers sur le site de l'abri de Cro-Magnon, aux Eyzies-de-Tayac (Dordogne, France). Louis Lartet, chargé des fouilles, met au jour cinq squelettes[2].
- 30 mars : Ernest-Sylvain Bollée obtient un brevet pour une machine éolienne hydraulique[3].
- 24 avril : Pierre Michaux prend un brevet pour un perfectionnement dans la construction des vélocipèdes. Il a inventé la pédale de bicyclette, qu'il appelle « pédivelle »[4].

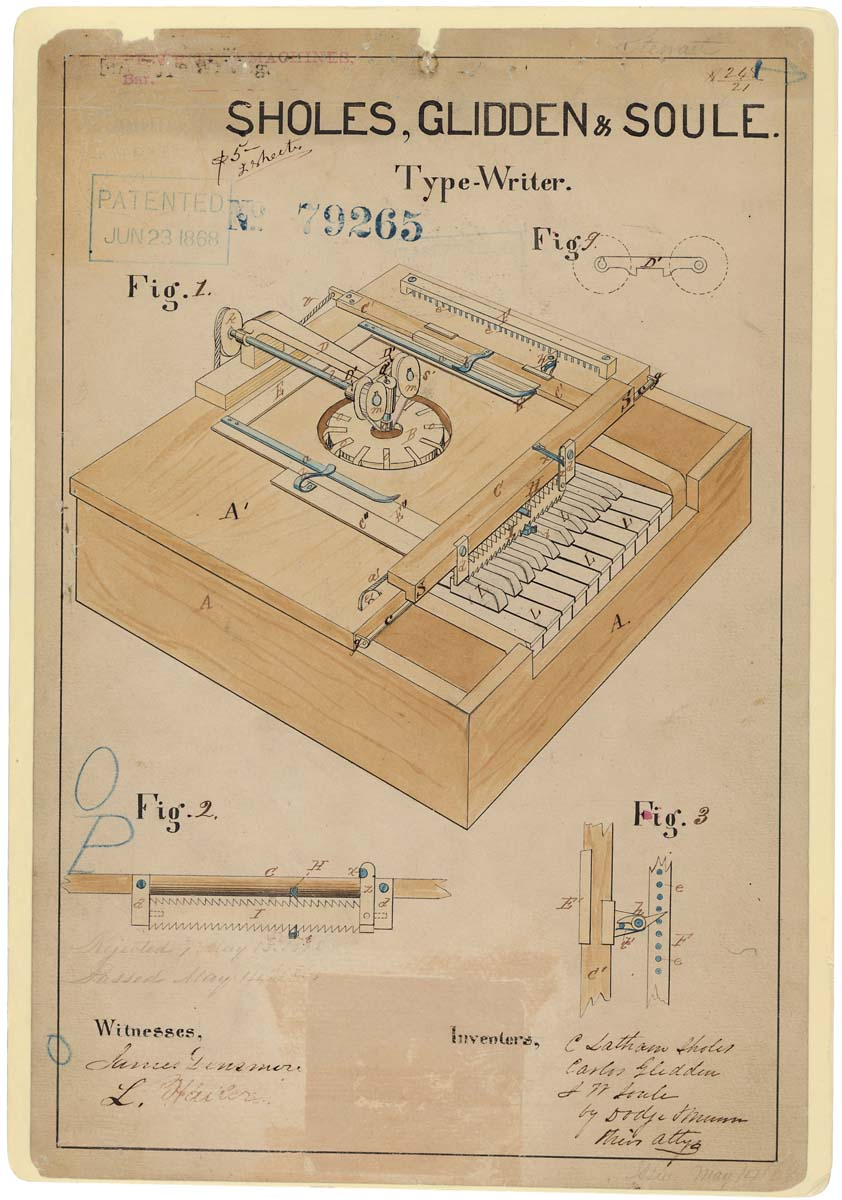
machine à écrire de Christopher Sholes.

- 23 juin et 14 juillet : l'inventeur américain Christopher Sholes et son associé Carlos Glidden obtiennent deux brevets pour la première machine à écrire efficace[5].

- 22 juillet : la commission nommé par la Société d'agriculture de l’Hérault (Gaston Bazille, Jules Émile Planchon et Félix Sahut) publie sa première note dans le Messager du Midi et identifie un insecte, appelé d'abord Rhizaphis vastatrix puis phylloxéra, comme responsable du dépérissement du vignoble[6].

- 31 juillet : décret de fondation de l'École pratique des hautes études à Paris sur la proposition de  Victor Duruy[7].

- 18 août : en observant la couronne solaire au cours d'une éclipse, l'astronome Jules Janssen décèle les raies d'absorption d'un élément inconnu, l'hélium[8].
- 23 novembre : Louis Ducos du Hauron obtient un brevet pour un procédé d'impression trichrome pour la photographie en couleurs. Charles Cros travaille indépendamment sur un procédé similaire[9].

- Les Allemands Carl Graebe et Carl Liebermann parviennent à synthétiser l'alizarine, le colorant rouge de la garance, à partir de l'anthracène[10]. La fabrication chimique de cette substance colorante provoque la fin de la culture de la garance, notamment dans le Vaucluse en Alsace et en Hollande.

- Le biologiste britannique Thomas Henry Huxley découvre en étudiant de la vase de fond marin le Bathybius haeckelii, une substance qu'il interprète comme une forme de matière primordiale, source de toute vie organique. Huxley admet son erreur en 1873 quand il est prouvé que le Bathybius n'est que le résultat d'un processus chimique[11].

## Publications
- Charles Darwin : The Variation of Animals and Plants under Domestication (De la variation des animaux et des plantes sous l'action de la domestication), Londres, John Murray, 2 volumes, 1868.

## Prix
- Médailles de la Royal Society
  - Médaille Copley : Charles Wheatstone
  - Médaille royale : George Salmon, Alfred Russel Wallace
  - Médaille Rumford : Balfour Stewart

- Médailles de la Geological Society of London
  - Médaille Wollaston : Karl Friedrich Naumann

## Naissances

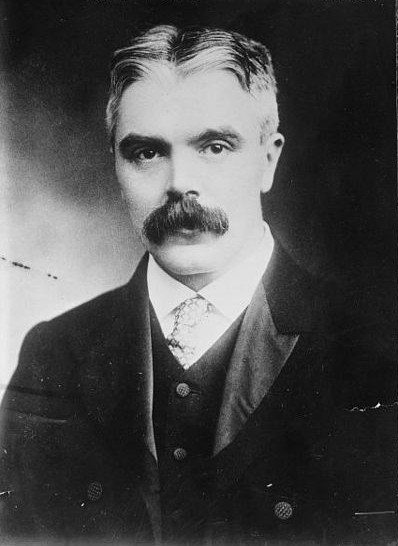
Frank Watson Dyson

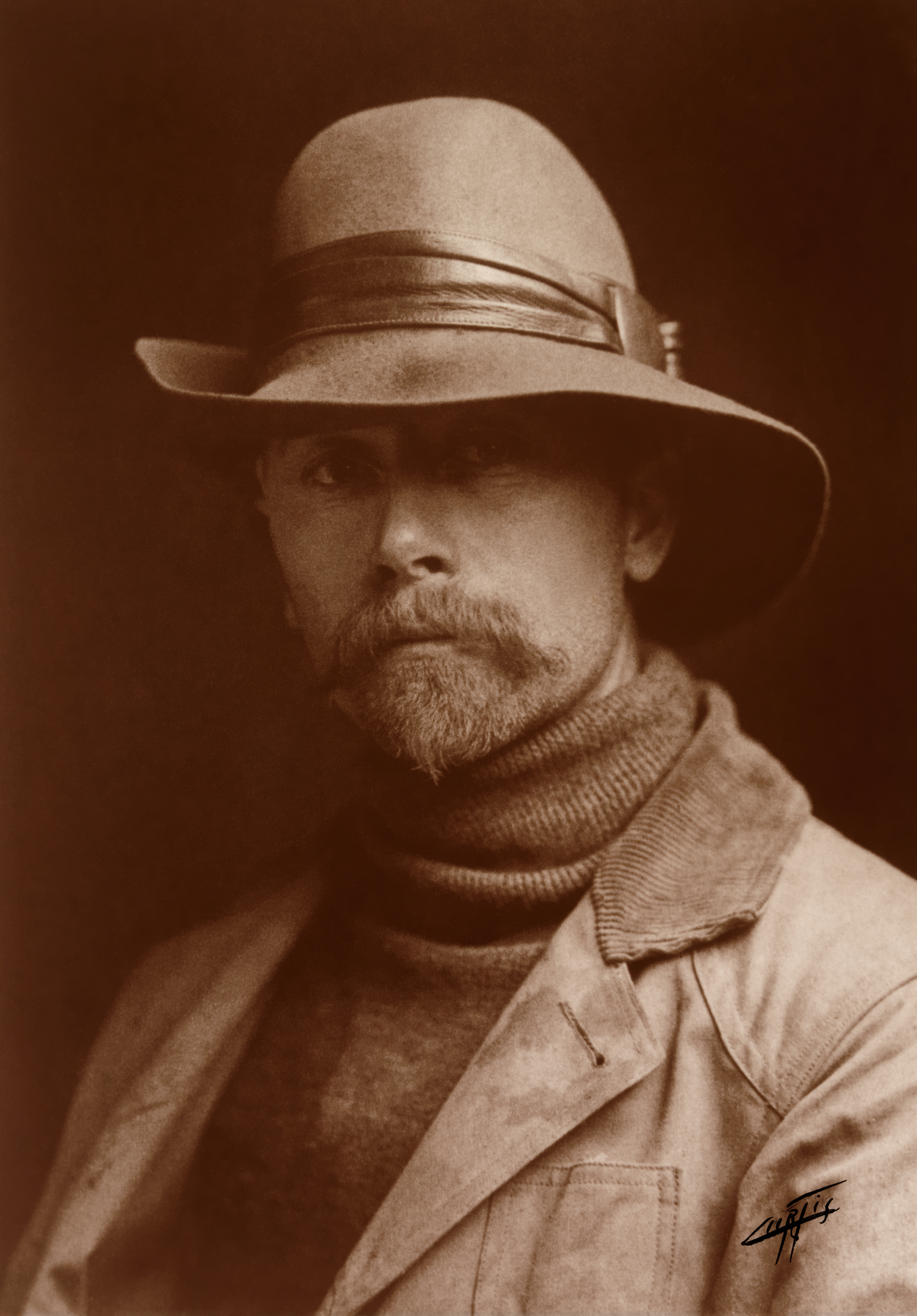
Edward Sheriff Curtis

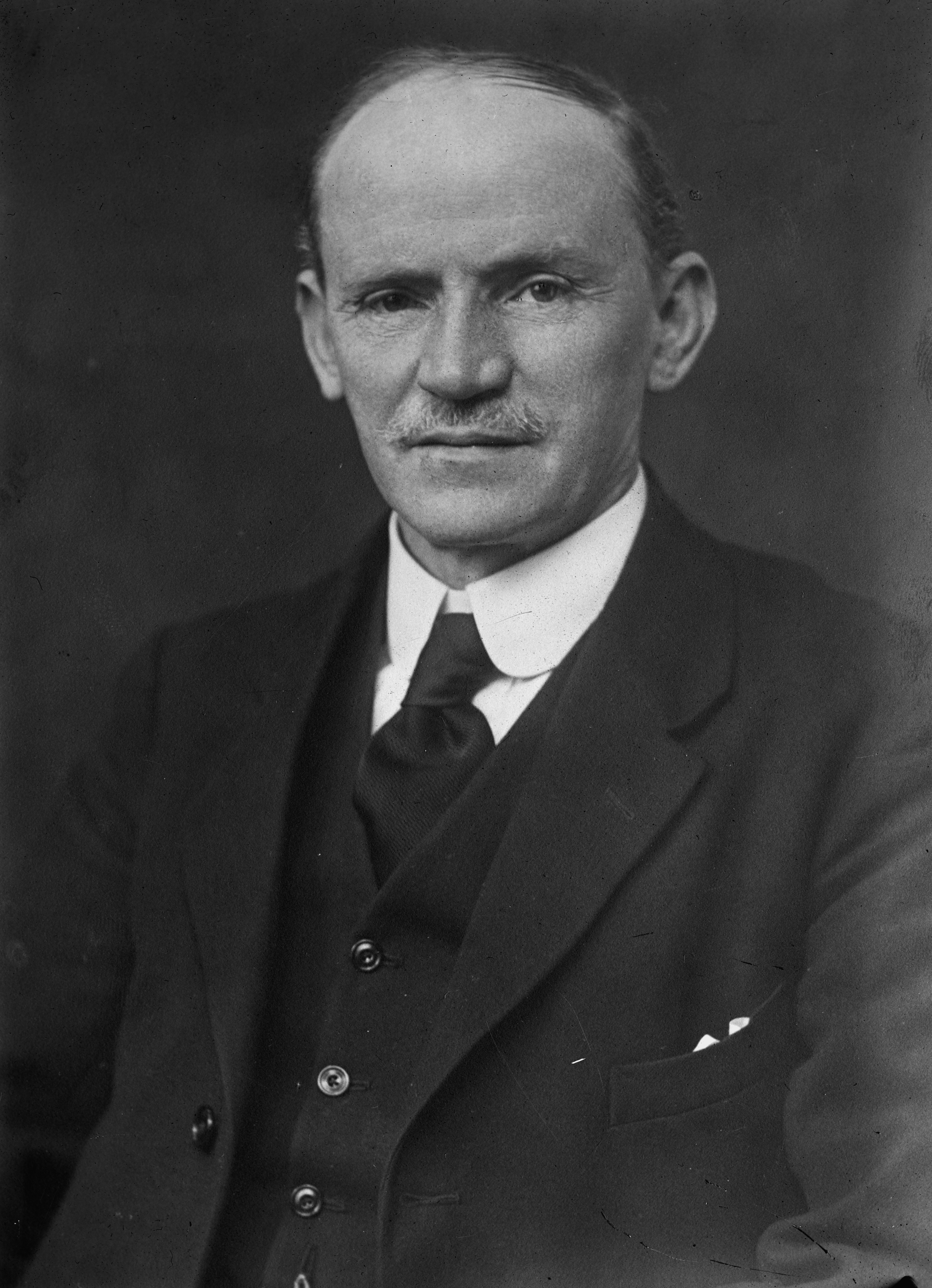
Alfred Fowler

- 5 janvier : Anton Raky (mort en 1943), ingénieur et géologue allemand.
- 8 janvier : Frank Watson Dyson (mort en 1939), astronome britannique.
- 9 janvier : Søren Sørensen (mort en 1939), chimiste danois.
- 17 janvier : Louis Couturat (mort en 1914), philosophe, logicien et mathématicien français.
- 21 janvier : Felix Hoffmann (mort en 1946), chimiste allemand.
- 31 janvier : Theodore William Richards (mort en 1928), chimiste américain.
- 4 février : Pierre Marty (mort en 1940), naturaliste, géologue et botaniste français.
- 16 février : Edward Sheriff Curtis (mort en 1952), photographe et ethnologue américain.
- 15 mars : Albert Morton Lythgoe (mort en 1934), égyptologue américain.
- 22 mars :
  - Alfred Fowler (mort en 1940), astronome britannique.
  - Robert Andrews Millikan (mort en 1953), physicien américain, prix Nobel de physique en 1923.
- 30 mars : Heinrich Rubens (mort en 1922), physicien allemand.
- 6 avril : Léopold Leau (mort en 1943), mathématicien et linguiste français.
- 14 avril : Annie Scott Dill Maunder (morte en 1947), astronome et mathématicienne nord-irlandaise.
- 5 mai : Émile Gaston Chassinat (mort en 1948), égyptologue français.
- 14 mai : Magnus Hirschfeld (mort en 1935), médecin allemand.
- 25 mai : Charles Hitchcock Adams (mort en 1951), astronome amateur américain.
- 6 juin : Robert Falcon Scott (mort en 1912), explorateur britannique.
- 14 juin : 
  - Karl Landsteiner (mort en 1943), médecin immunologiste autrichien, (groupe sanguin, facteur Rhésus).
  - Gilbert Walker (mort en 1958), physicien et statisticien britannique.
- 15 juin : Louis Gentil (mort en 1925), géographe, géologue et minéralogiste.
- 29 juin : George Ellery Hale (mort en 1938), astronome américain.
- 4 juillet : Henrietta Swan Leavitt (morte en 1921), astronome américaine.
- 7 août : Ladislaus Bortkiewicz (mort en 1931), économiste et statisticien russe d'origine polonaise.
- 14 août : Gustave Jéquier (mort en 1946), égyptologue suisse.
- 5 septembre : Maurice Caullery (mort en 1958), zoologiste français.
- 12 septembre : Étienne Rabaud (mort en 1956), zoologiste français.
- 16 septembre : Albert William Christian Theodore Herre (mort en 1962), ichthyologiste et botaniste américain.
- 19 septembre : Alexandre Moret (mort en 1938), égyptologue français.
- 20 septembre : Félix Mazauric (mort en 1919), spéléologue et archéologue français.
- 14 octobre : Alessandro Padoa (mort en 1937), mathématicien et logicien italien.
- 29 octobre : Johan Heinrich Schäfer (mort en 1957), égyptologue allemand.
- 18 novembre : Paul Jaccard (mort en 1944), botaniste suisse.
- 5 décembre : Arnold Sommerfeld (mort en 1951), physicien allemand.
- 9 décembre : Fritz Haber (mort en 1934), chimiste allemand, prix Nobel de chimie en 1918.
- 11 décembre : William Arthur Parks (mort en 1936), géologue et un paléontologue canadien.
- 12 décembre : Félix Mesnil (mort en 1938), biologiste français.
- 19 décembre :
  - Paul Lebeau (mort en 1959), chimiste et académicien des sciences français.
  - Josep Comas i Solà (mort en 1937), astronome espagnol.

- Andrew Francis Dixon (mort en 1936), anatomiste britannique.

## Décès

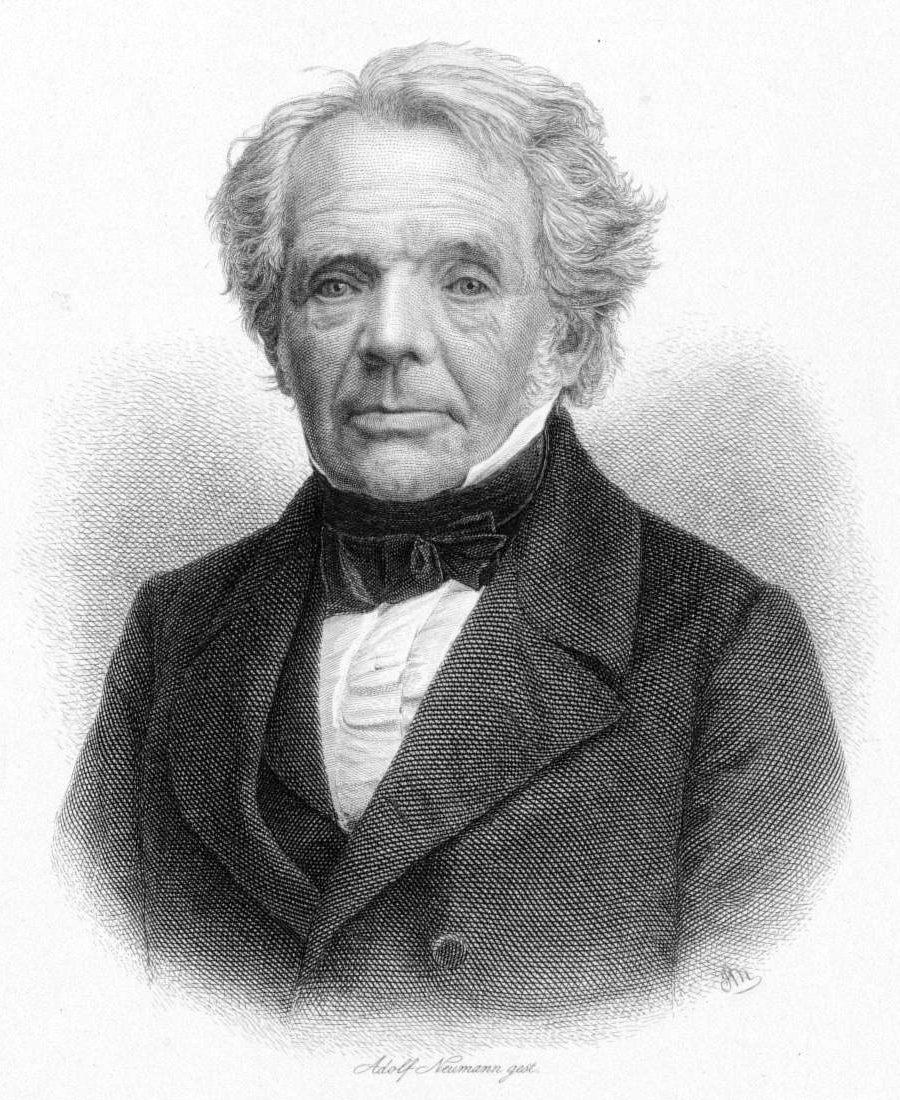
August Ferdinand Möbius

- 10 février : Sir David Brewster (né en 1781), physicien, inventeur et écrivain écossais.
- 11 février : Léon Foucault (né en 1819), physicien et astronome français.
- 12 février : Remi Armand Coulvier-Gravier (né en 1802), astronome français.
- 15 février : William Rutter Dawes (né en 1799), astronome britannique.
- 17 avril : George Arnott Walker Arnott (né en 1799), botaniste écossais.
- 22 mai : Julius Plücker (né en 1801), mathématicien et physicien allemand.
- 15 juillet : William Thomas Green Morton (né en 1819), dentiste américain.
- 5 août : Jacques Boucher de Perthes (né en 1788), préhistorien français.
- 29 août : Christian Schönbein (né en 1799), chimiste allemand puis suisse.
- 5 septembre : Auguste Bernard (né en 1811), archéologue et historien français.
- 12 septembre : Jean-François Persoz (né en 1805), chimiste français.
- 26 septembre : August Ferdinand Möbius (né en 1790), mathématicien et astronome allemand.
- 26 octobre : Wilhelm Griesinger (né en 1817), psychiatre allemande.
- 11 novembre : Wilhelm Ludwig Rapp (né en 1774), médecin et naturaliste allemand.
- 13 décembre : Carl Friedrich Philipp von Martius (né en 1794), botaniste et explorateur allemand.
- 24 décembre : Adolphe d'Archiac (né en 1802), géologue et paléontologue français.
- 27 décembre : Jean Michel Claude Richard (né en 1787), botaniste français.
- 31 décembre : James David Forbes (né en 1809), physicien écossais.